# Dalton (New Hampshire)
Die Town Dalton trägt ihrem Namen nach dem Landeigentümer zur Zeit der Gründung der Gemeinde. Das U.S. Census Bureau hat bei der Volkszählung 2020 eine Einwohnerzahl von 933 ermittelt.
Das Land gehörte ursprünglich zu Lancaster, war dann wieder frei von Titeln und wurde zusammen mit südlich gelegenen Siedlungsgebieten in einer neuen Siedlungskonzession zusammengefasst, ehe diese in zwei Teile zerlegt wurde, die gleichzeitig als unabhängige Gemeinden eingetragen wurden. Dalton hat seinen Namen zu Ehren Tristram Daltons, einem der damaligen Eigentümer.

## Geographie
Dalton liegt im Südwesten des Coös County an der Grenze zu Grafton County und am Connecticut River, der die Nordwestgrenze bildet.  Im Nordosten grenzt Dalton an Lancaster, im Osten an Whitefield, im Süden an Bethlehem und im Südwesten an Littleton, beide in Grafton County. Der Johns River fließt, von Whitefield kommend, an der Nordostgrenze entlang und mündet im Norden von Dalton in den Connecticut River, in dem hier die Fünfzehn-Meilen-Fälle begannen.

### Gemeindegliederung
Zu Dalton gehören Dalton, Scott und Cushman.

## Geschichte

### Entstehung
Das Gebiet des heutigen Dalton gehörte zum ursprünglichen Lancaster, ehe dieses seine Grenzen neu zog. Danach war es frei von kolonialistischen Ansprüchen, bis die Eigentümer von Chiswick, einer Siedlungskonzession auf dem Gebiet der heutigen Littleton, Lisbon und Lyman, mit Hilfe eines Mittelsmannes eine neue Siedlungskonzession beantragten, die aus dem freien Gebiet im Norden bis zum Johns River und ihrem bereits erworbenen Land bestehen sollte. Diese wurde am 18. Januar 1770 bewilligt und erhielt den Namen Apthorp. Das Territorium umfasste neben dem neu erworbenen Land den größten Teil des ehemaligen Chiswick. Die Eigentümer von Apthorp traten ihre Rechte an dem größeren, ehemals zu Lancaster gehörenden Teil für eine nominale Summe an den Mittelsmann ab, der es wiederum an Tristram Dalton und Nathanael Tracy verkaufte. Diese kauften von den ursprünglichen Eigentümern von Chiswick weiteres Land dazu, und der ganze Trakt wurde am 4. November 1784 unter dem Namen Dalton als selbstverwaltete Gemeinde registriert. Am gleichen Tag wurde der Rest von Apthorp unter dem Namen Littleton ebenfalls zur unabhängigen Gemeinde erhoben.

### Besiedlung
Der erste Siedler im späteren Dalton war ein Mann namens Moses Blake aus Massachusetts, der um 1782 nach New Hampshire kam und dort Nathanael Tracy, einen der Eigentümer des damaligen Apthorp, kennenlernte. Tracy hatte Interesse daran, sein Land durch Straßen und Brücken für eventuelle Siedler erreichbar zu machen. 1773, drei Jahre nach Siedlungsbeginn in Apthorp, hatte dieses 14 Einwohner. Das Gebiet von Dalton wurde später als flach beschrieben, im Süden und Westen uneben, mit tiefgründigem, fruchtbarem Boden. Tracy bot jedem zwei Parzellen á jeweils 160 acres an, der auf der direkten Route von Haverhill nach Lancaster eine Trasse freischneiden und eine Straße anlegen würde, die von einem Einspänner befahren werden konnte. Blake nahm das Angebot an, wählte nach erledigter Arbeit Grundstücke nahe der Mündung des Johns in den Connecticut River und ließ sich dort nieder. Am 16. März 1785 wurde das erste Kind in Dalton geboren, eine Tochter von Moses und Lucy Blake. Einige Jahre nach Blake kam ein zweiter Siedler, Walter Bloss. Dieses waren auf Jahre hinaus die einzigen Siedler in späteren Dalton. 1791 beantragte Blake, eine Fähre einrichten zu dürfen. Grafton County gab dem Antrag am 27. April des Folgejahres statt. Neben der Fähre betrieb Blake eine Taverne.
Der Ortsteil Scott hat seinen Namen von Jonathan Scott, der 1835 aus Richmond nach Dalton kam.
Am 16. Juli 1808 fand die erste Gemeindeversammlung statt. Ein Jahr später wurden 49 steuerpflichtige Einwohner gezählt.

### Weitere Geschichte
Außer Blake gab es 1808 in Dalton zwei andere Tavernen, zu denen später noch weitere hinzu kamen. 1816 wurde der Bau der Straße von der Mündung des Johns River nach Whitefield bewilligt, und 1821 hatte Dalton eine Siedlung, Summerville genannt, zwei Schulbezirke mit Schulgebäuden, zwei Säge- und Kornmühlen und eine Walkmühle. Die Fähre wurde zwischenzeitlich durch eine Brücke ersetzt, die nach dreizehn Jahren weggeschwemmt wurde. 1832 wurde eine Brücke über den Connecticut errichtet.
Ab 1816 entstand eine Gemeinde der Congregationalisten, die am 25. Juni 1828 offiziell gegründet wurde. 1830 wurde der Bau eines Versammlungshauses begonnen. In diesem fanden unter anderem auch Stadtversammlungen von Dalton statt, bis 1844 das Stadthaus errichtet wurde. Letzteres wurde am 30. Juli 2018 in das New Hampshire State
Register of Historic Places aufgenommen. 1859 erwähnt eine Beschreibung Neu Englands in Dalton ein Dorf, ein Postamt, acht Schulbezirke, zwei Läden und drei Sägemühlen. 1870 erreichte die Eisenbahn Dalton, als die Bahnstrecke von Woodsville bis nach Lancaster fertiggestellt wurde. Der durch Dalton verlaufende Streckenteil wurde 1932 stillgelegt, nachdem die Betreibergesellschaft, die Boston & Maine Railroad, Mitbenutzungsrechte an einer anderen Strecke erworben hatte. 1875 wurde die Strecke über den Connecticut nach Vermont verbunden, und 1889 wurde die Verbindung von Whitefield nach Lunenburg in Betrieb genommen.

### Bevölkerungsentwicklung
| Volkszählungsergebnisse – Dalton, New Hampshire | Volkszählungsergebnisse – Dalton, New Hampshire | Volkszählungsergebnisse – Dalton, New Hampshire | Volkszählungsergebnisse – Dalton, New Hampshire | Volkszählungsergebnisse – Dalton, New Hampshire | Volkszählungsergebnisse – Dalton, New Hampshire | Volkszählungsergebnisse – Dalton, New Hampshire | Volkszählungsergebnisse – Dalton, New Hampshire | Volkszählungsergebnisse – Dalton, New Hampshire | Volkszählungsergebnisse – Dalton, New Hampshire | Volkszählungsergebnisse – Dalton, New Hampshire |
| Jahr                                            | 1773                                            | 1790                                            | 1800                                            | 1810                                            | 1820                                            | 1830                                            | 1840                                            | 1850                                            | 1860                                            | 1870                                            |
| ----------------------------------------------- | ----------------------------------------------- | ----------------------------------------------- | ----------------------------------------------- | ----------------------------------------------- | ----------------------------------------------- | ----------------------------------------------- | ----------------------------------------------- | ----------------------------------------------- | ----------------------------------------------- | ----------------------------------------------- |
| Einwohner                                       | 14                                              | 14                                              | 62                                              | 235                                             | 347                                             | 532                                             | 664                                             | 751                                             | 666                                             | 773                                             |
| Jahr                                            | 1880                                            | 1890                                            | 1900                                            | 1910                                            | 1920                                            | 1930                                            | 1940                                            | 1950                                            | 1960                                            | 1970                                            |
| Einwohner                                       | 570                                             | 596                                             | 592                                             | 475                                             | 460                                             | 580                                             | 642                                             | 557                                             | 567                                             | 425                                             |
| Jahr                                            | 1980                                            | 1990                                            | 2000                                            | 2010                                            | 2020                                            | 2030                                            | 2040                                            | 2050                                            | 2060                                            | 2070                                            |
| Einwohner                                       | 672                                             | 824                                             | 928                                             | 979                                             | 933                                             |                                                 |                                                 |                                                 |                                                 |                                                 |

## Infrastruktur und Gemeindeeinrichtungen
Polizei in Dalton arbeitet in Teilzeit, außer dem Notfalldienst ist die Staatspolizei zuständig. Die Freiwillige Feuerwehr ist ebenfalls, zusammen mit Whitefield, für den medizinischen Notdienst zuständig. Das nächste Krankenhaus ist das Weeks Medical Center in Lancaster. Wasserver- und Abwasserentsorgung erfolgen mittels privater Brunnen und Tanks. Dalton hat eine Bibliothek, die Dalton Public Library, und gehört zum White Mountain Regional Schulverbund.

### Verkehr
In Dalton verläuft die Staatsstraße NH 135 im Tal des Connecticut River. Sie kreuzt sich nahe dem Johns River mit der NH 142, die von dort nach Whitefield führt. Die Bahnstrecken sind stillgelegt. Der nächstgelegene Flugplatz ist der Mount Washington Regional Airport in Whitefield, der nächstgelegene Flughafen mit Linienverkehr der Lebanon Municipal Airport in Lebanon.